# Thailands ishockeyförbund
Thailands ishockeyförbund ordnar med organiserad ishockey i Thailand. Thailand inträdde i IIHF den 27 april 1989.

### Fotnoter
1. ↑  ”Thailand”. International Ice Hockey Federation. http://www.iihf.com/iihf-home/countries/thailand.html. Läst 9 april 2012.